# Altokumulus
Altokumulus (lat. altus: visok + cumulus: gomila, hrpa; međunarodna kratica Ac) je oblak koji tvori skupine nepravilnih oblačića bijele i sive boje na visinama od 2,5 do 6 kilometara. Srednji su dijelovi oblaka gušći, deblji i tamniji. Prema obliku može biti lećast (lenticularis), slojevit (stratiformis), poput dvorca s tornjevima (castellanus) i poput pramena vune (floccus). Debljina im varira od nekoliko stotina metara do 1-2 km. Ima vlastitu sjenu. Najčešće se sastoji od vodenih kapljica, katkad se u njima miješaju voda i led. Oborine iz altokumulusa ne dopiru do tla (virga). Obično su to zasjenjene, prilično zdepaste "ovčice", okrugle ili valjkaste. Raspored je više ili manje pravilan. Pojedini oblaci, prividno široki od 1 do 5°, bitno su širi nego cirokumulusi. 

## Vrste oblaka prema visini i obliku
Osnovna podjela oblaka temelji se na činjenici da je, usprkos velikoj raznolikosti oblaka, moguće izdvojiti ograničen broj svojstvenih oblika, koji se često mogu naći u gotovo svim dijelovima svijeta. Takva podjela svojstvenih oblika sadrži podjelu na rodove, vrste i podvrste, a kao dopunu daje i odlike koje detaljnije opisuju pojedina svojstva oblaka. Druga osnovna podjela odnosi se na visinu na kojoj se pojavljuju oblaci.
S obzirom na visinu nad tlom na kojoj se pojavljuju, razlikuju se niski, srednji i visoki oblaci te oblaci okomitog razvoja. U umjerenim zemljopisnim širinama niski oblaci nalaze se na visinama između tla i 2 km, srednji na visinama između 2 i 7 km, a visoki između 7 i 13 km. Oblaci okomitog razvoja pojavljaju se u pravilu na visinama između 800 m i 13 km (iznimno i do 16 km). Gornje su granice slojeva oblaka u tropima podignute za koji kilometar, a u polarnim su predjelima za nekoliko kilometara spuštene.
Prvu morfološku razredbu oblaka izradio je 1803. engleski amaterski meteorolog Luke Howard (1772. – 1864.) i ona se u proširenom obliku zadržala do danas. Osnovna je pretpostavka te podjele da je unatoč velikoj raznovrsnosti oblika oblaka moguće izdvojiti 10 vrsta karakterističnih oblika koji se nalaze u svim krajevima svijeta:
- visoki oblaci: cirus (Ci), cirostratus (Cs) i cirokumulus (Cc),
- srednje visoki oblaci: altostratus (As) i altokumulus (Ac),
- niski oblaci: stratokumulus (Sc), stratus (St) i nimbostratus (Ns),
- oblaci okomitog razvoja: kumulus (Cu) i kumulonimbus (Cb).

Vrste se dalje dijele na podvrste: castellanus (poput dvorca s tornjevima), fibratus (vlaknast), floccus (poput pramena vune), fractus (izlomljen), lentikularis (lećast), nebulosus (bezobličan), stratiformis (slojevit), uncinus (kukičast), spissatus (zgusnut) i tako dalje. Neki oblici dodatno karakteriziraju pojedine oblake, na primjer vrh u obliku nakovnja (inkus) ili vrećaste izbočine na podnici (mamatus).

## Slike
|                                                   |                                                    |                                                          |                                                      |
| Altocumulus perlucidus ili providni altokumulusi. | Altocumulus lenticularis ili lećasti altokumulusi. | Altocumulus floccus ili altokumulusi poput pramena vune. | Altocumulus stratiformis ili slojeviti altokumulusi. |